# Mang'onyi
Mang'onyi è una circoscrizione rurale (rural ward) della Tanzania situata nel distretto di Ikungi, regione di Singida. Conta una popolazione di 14 962 abitanti (censimento 2012).